# Allen L. Edwards
Allen Louis Edwards (* 1914 in Houston (Texas); † 1994 in Seattle) war ein US-amerikanischer Psychologe, der durch Arbeiten im Bereich der Differentiellen und Persönlichkeitspsychologie zur Persönlichkeitsdiagnostik, Statistik und Untersuchungsplanung hervorstach. 
Er studierte an der Ohio State University (BA 1937, MA 1938) und promovierte 1940 an der Northwestern University Illinois. Ab 1941 arbeitete er im Kriegsministerium zu Problemen der öffentlichen Meinung und Propaganda. 1943 begann er an der University of Maryland an und wurde 1944 an die University of Washington in Seattle berufen, wo er 1981 in den Ruhestand ging. 
Edwards ist bekannt durch zwei Persönlichkeitstests: Edwards Personal Preference Schedule (EPPS) und Edwards Personality Inventory sowie durch seine Skala zur Erfassung sozial erwünschter Selbstaussagen (soziale Erwünschtheit).

## Schriften
- The social desirability variable in personality assessment and research (1957)
- The measurement of personality traits by scales and inventories (1970)
- Versuchsplanung in der psychologischen Forschung (Beltz, Weinheim 1971)

## Einzelbelege
1. ↑  Edwards Personal Preference Schedule. In: psychology.fandom.com. Abgerufen am 18. April 2024 (englisch).
2. ↑  Benjamin Kleinmuntz: Review of Edwards Personality Inventory. In: Journal of Educational Measurement. Band 7, Nr. 2, 1970, ISSN 0022-0655, S. 131–133, JSTOR:1434347.

| Personendaten    | Personendaten                                                |
| ---------------- | ------------------------------------------------------------ |
| NAME             | Edwards, Allen L.                                            |
| ALTERNATIVNAMEN  | Edwards, Allen Louis                                         |
| KURZBESCHREIBUNG | US-amerikanischer Differentialpsychologe und Hochschullehrer |
| GEBURTSDATUM     | 1914                                                         |
| GEBURTSORT       | Houston, Texas                                               |
| STERBEDATUM      | 1994                                                         |
| STERBEORT        | Seattle                                                      |